# Школа лакановского психоанализа
Школа лакановского психоанализа (фр. École Lacanienne de Psychanalyse) — одна из трёх крупнейших психоаналитических школ, которая осуществляет исследования в области лакановского психоанализа. Основана 17 ноября 1985 года учениками и последователями Жака Лакана, Ги Лё Гофэ, Жаном Аллюшем и Роланом Летье.

## Основная деятельность
Поскольку теория психоанализа возникает из клиники, Школа уделяет большее значение практической работе, нежели распространению объективированного знания. Школа считает развитие психоаналитического дискурса приоритетным над популяризацией идей Лакана, поэтому, в отличие от других школ, не поддерживает широких образовательных и просветительских программ. Противопоставляя аналитический опыт научному знанию, Школа лакановского психоанализа полагает клиническое пространство наиболее подходящим для обретения собственного понимания психоанализа, нежели лекционную аудиторию. Психоанализ является специфической формой знания, которая предполагает задействованность самого субъекта, поэтому он вряд ли может изучаться в университете как гуманитарная или медицинская дисциплина.

## Регламент деятельности
В основании школы, как говорит её президент Ги Лё Гофэ, лежали два акта: (1) негативный, связанный с отказом от идеи прохождения в дидактическом анализе и (2) критический, связанный с необходимостью переосмысления теории и клиники Лакана, исторического прочтения его Семинаров. Как и отец-основатель психоанализа, Лакан не оставил завершённой клинической техники или теории «лаканизма». На протяжении 30 лет (начиная с первого семинара 1952 и до последнего в 1980) его учение динамически видоизменялось, оставив в наследие три топики, поэтому при изучении Лакана всегда нужно иметь в виду историческую перспективу и незавершённость его теории.
Выступая с критикой «фрейдо-лаканизма», Школа лакановского психоанализа считает более продуктивным не искать сходств, а подчёркивать различия и самостоятельность теории Фрейда и Лакана, изучая каждого из них в своей самобытности. Поэтому внутри Школы работают группы по изучению и переводу Фрейда и других классиков, что отличает Школу от многих других лакановских организаций. Не меньшее внимание уделяется и исследованию взаимосвязей лакановского психоанализа с теориями Кляйн, Винникота, Биона и британской традицией, при этом «лаканизм» не считается привилегированным дискурсом или последним словом в психоанализе.
Считая каждый клинический случай уникальным, Школа лакановского психоанализа стремится избежать как психиатрической диагностики, так и простой структурной дифференциации на невроз, психоз и перверсию. Хотя Фрейд и выделил три эти структуры, описание его собственных случаев говорит о том, что он сам не всегда придерживался этой дифференциации. Возвращаясь к опыту Фрейда, Школа исходит из сингулярности каждого случая, и не считает возможным редуцировать её к структурам или диагнозам или уже описанным прецедентам.

## Публикации
Школа лакановского психоанализа также публикует собственную версию «Семинаров» Лакана, начав это издание с последней топики (семинары 1977—1981).

## Труды школы
- Allouch, Jean. Lettre pour lettre. Toulouse: Erès, 1984
- Allouch, Jean. Louis Althusser récit divan. Paris, EPEL, 1992
- Allouch, Jean. Freud, et puis Lacan. Paris, EPEL, 1993
- Allouch, Jean. Marguerite, ou l’Aimée de Lacan. Paris, EPEL, 1994
- Allouch, Jean. L'éthification de la psychanalyse. Une psychanalyse derridienne? Paris: EPEL, 1996
- Allouch, Jean. Erotique du deuil au temps de la mort sèche. Paris: EPEL, 1997
- Allouch, Jean. — Allo, Lacan ? — Certainement pas ! Paris: EPEL, 1998
- Allouch, Jean. La psychanalyse : une érotologie de passage. Paris: EPEL, 1998
- Allouch, Jean. Le sexe de la vérité — Érotologie analytique II. Paris: EPEL, 1998
- Allouch, Jean. Le sexe du maître. Paris: EPEL, 2001
- Allouch, Jean. Ca de Kant, cas de Sade — Érotologie analytique III. Paris: L’Unebévue, 2001
- Allouch, Jean. Ombre de ton chien. Paris: EPEL, 2001
- Le Gaufey, Guy. L’incompletude du symbolique: De Rene Descartes a Jacques Lacan. Paris: Distique, 1991
- Le Gaufey, Guy. L’eviction de l’origine. Paris: EPEL, 1994
- Le Gaufey, Guy. Anatomie de la troisième personne. Paris: E.P.E.L., 1998
- Gaufey, Guy. Le lasso spéculaire. Une etude traversière de l’unité imaginaire. Paris: E.P.E.L., 1997
- Le Gaufey, Guy. Le pastout de Lacan. Consistance logique, conséquences cliniques. Paris: E.P.E.L., 2006
- Rosario, Vernon A. et Le Gaufey, Guy. Irrésistible ascension du pervers, entre littérature et psychiatrie. Paris: E.P.E.L., 2000

## Электронные ресурсы
- Ecole Lacanienne de Psychanalyse
- Pas-tout Lacan de 1928 à 1980
- Guy Le Gaufey, Le pastout de Lacan : consistance logique, conséquences cliniques (2006)
- Лакановские школы